# Beatrice Schiros
Beatrice Schiros (Parma, 14 settembre 1967) è un'attrice italiana, vincitrice del premio Maschere del Teatro nel 2019.

## Biografia
Frequenta la scuola del Teatro Nazionale di Genova dove si diploma nel 1995. Prevalentemente attiva come attrice teatrale, lavora con Marco Sciaccaluga, Massimo Navone ed altri registi di fama. Agli inizi degli anni duemila partecipa ai lavori teatrali del Teatro dell'Archivolto, entrando a far parte successivamente della compagnia teatrale Carrozzeria Orfeo. Con lo spettacolo Cous cous klan ottiene il premio come migliore attrice non protagonista in uno spettacolo teatrale al Premio E.T.I. Gli Olimpici del Teatro.
Dal 2004 al 2007 interpreta il ruolo di Cristina Meloni nel programma televisivo Camera Café, nel 2015 è Margherita Lobascio nella serie Fuoriclasse, e nel 2016 debutta a livello cinematografico interpretando Moira nel film La pazza gioia di Paolo Virzì.

## Filmografia

### Cinema
- La pazza gioia, regia di Paolo Virzì (2016)
- Il tuttofare, regia di Valerio Attanasio (2018)
- Thanks!, regia di Gabriele Di Luca (2019)
- 18 regali, regia di Francesco Amato (2020)
- Si muore solo da vivi, regia di Alberto Rizzi (2020)
- Come un gatto in tangenziale - Ritorno a Coccia di Morto, regia di Riccardo Milani (2021)
- Siccità, regia di Paolo Virzì (2022)
- Tre di troppo, regia di Fabio De Luigi (2023)
- 50 km all'ora, regia di Fabio De Luigi (2024)
- Il treno dei bambini, regia di Cristina Comencini (2024)
- Falla girare 2 - Offline, regia di Giampaolo Morelli (2024)

### Televisione
- Camera Café – sitcom  (2004-2007)
- Nero Wolfe – serie TV (2012)
- Fuoriclasse – serie TV  (2015)
- Doc - Nelle tue mani – serie TV (2020)
- Monterossi – serie TV (2022-2023)
- Kostas – serie TV, episodi 1x01-1x02 (2024)
- L’imperatrice – serie TV, episodio 3x2 (2024)

## Teatro
- La rosa tatuata di Tennessee Williams, regia di Gabriele Vacis, Teatro Stabile di Genova (1997)
- Il ventaglio di Lady Windermere di Oscar Wilde, regia di Marco Sciaccaluga, Teatro Stabile di Genova (1998)
- Le fenicie di Euripide, regia di Gabriele Vacis, Laboratorio Teatro Settimo (2000)
- Le nozze di Anton Čechov, regia di Giampiero Solari, Teatro Stabile delle Marche (2002)
- Fratelli d'Italia di Alice Rohrwacher e Francesco Micheli, regia di Francesco Micheli, Teatri di Reggio Emilia (2007)
- Tinello italiano di Francesco Tullio Altan, regia di Giorgio Gallione, Teatro dell'Archivolto (2011)
- Idoli di Gabriele Di Luca, regia di Gabriele Di Luca, Compagnia Carrozzeria Orfeo (2013-2014)
- Thanks for vaselina di Gabriele Di Luca, regia di Gabriele Di Luca, Compagnia Carrozzeria Orfeo (2013-2019)
- Animali da bar di Gabriele Di Luca, regia di Gabriele Di Luca, Compagnia Carrozzeria Orfeo (2015-2019)
- Cous cous klan di Gabriele Di Luca, regia di Gabriele Di Luca, Compagnia Carrozzeria Orfeo (2017-2019)
- Miracoli metropolitani di Gabriele Di Luca, regia di Gabriele Di Luca, Compagnia Carrozzeria Orfeo (2021-2022)
- STUPIDA SHOW - Cattivi Pensieri di Gabriele Di Luca, regia di Gabriele Di Luca, Compagnia Carrozzeria Orfeo (2022)
- Metaforicamente Schiros di Beatrice Schiros e Gabriele Scotti, A.T.I.R. e Teatro Carcano (2025)